# Choriphyllum plagiatum
Choriphyllum plagiatum är en insektsart som beskrevs av Walker, F. 1871. Choriphyllum plagiatum ingår i släktet Choriphyllum och familjen torngräshoppor. Inga underarter finns listade i Catalogue of Life.